# Szlovén Wikipédia
A szlovén Wikipédia (szlovén nyelven Slovenska Wikipedija) a Wikipédia projekt szlovén nyelvű változata, egy szabadon szerkeszthető internetes enciklopédia. 2002 márciusában indult és 2009 májusában már több mint 75 000 szócikket tartalmazott, mellyel a harmincegyedik helyet foglalja el a wikipédiák rangsorában. Az oldalt Jani Melik alapította, aki XJamRastafire néven szerkeszti a wikipédiát.

## Mérföldkövek
- 2002. március 8. - Elindul a szlovén wikipédia.
- 2005. február 7. - Elkészül a 10 000. szócikk.
- 2007. július 17. - Elkészül az 50 000. szócikk.
- Jelenlegi szócikkek száma: 192 021

## Külső hivatkozások
- Szlovén Wikipédia